# Hippolito Sabino
Hippolito Sabino (italià: Ippolito Sabino)  (Lanciano, c. 1550 - Lanciano, 25 d'agost de 1593) fou un compositor italià.
Autor de set llibres de madrigals a 5 i 6 veus (1570-89). Va tenir entre els seus deixebles a Gregori Strozzi. Autor d'un Magnificat a 4 veus (1583). A més es troben algunes composicions seves a Harmonica Celeste i Ghirlanda de madrigali, de Petrus Phalesius; Symphonia angelica, d'Hubert Waelrant, i Trionfo di Dori (1596).